# Czesław Wojewódka
Czesław Rajmund Wojewódka (ur. 1 maja 1927 w Starogardzie Gdańskim, zm. 1994) – polski ekonomista transportu morskiego.
Absolwent Wyższej Szkoły Handlu Morskiego w Sopocie (1950) i Szkoły Głównej Planowania i Statystyki w Warszawie (1952). Pracownik Instytutu Morskiego w Gdańsku od 1950. Obronił pracę doktorską w Wyższej Szkole Ekonomicznej w Sopocie pt Zmiany w strukturze obrotów polskich portów morskich w latach 1945-1959 (1960). Był redaktorem naczelnym miesięcznika Technika i Gospodarka Morska w Gdańsku (1953–1981). Wykładał na uniwersytecie w Rostocku (1984–1985).
Członek PZPR (1948-), Instytutu Bałtyckiego w Gdańsku (1958-), Gdańskiego Towarzystwa Naukowego (1962-), Międzynarodowej Grupy Doradczej ds. Statystyki Gospodarki Morskiej (1972-), radny Dzielnicowej Rady Narodowej Gdańsk-Śródmieście (1961–1965), radny Miejskiej Rady Narodowej w Gdańsku (1965–1969)
Tytuły naukowe: dr (1960), dr hab (1973), prof. nadzw. (1975), prof. zw. (1983).

## Prace własne
- Morski rocznik statystyczny, Wydawnictwo Morskie 1960–1968, współautor
- Historia budownictwa okrętowego na Wybrzeżu Gdańskim, Wydawnictwo Morskie 1972, współautor
- Nasze morskie XXX-lecie, Wydawnictwo Morskie 1975
- Handel międzynarodowy drogą morską, Wydawnictwo Morskie 1976
- Europa Bałtycka, Zakład Narodowy im. Ossolińskich 1977, współautor
- CMEA Shipping Statistics 1985